# Colin Farrell (wioślarz)
Colin Farrell (ur. 2 czerwca 1983 w Stratford) – amerykański wioślarz.

## Osiągnięcia
- Mistrzostwa Świata – Eton 2006 – czwórka bez sternika wagi lekkiej – 5. miejsce[1].
- Mistrzostwa Świata – Monachium 2007 – czwórka bez sternika wagi lekkiej – 11. miejsce[1].
- Mistrzostwa Świata – Linz 2008 – ósemka wagi lekkiej – 1. miejsce[1].